# Viés de retrospectiva
Viés de retrospectiva é a comum tendência das pessoas perceberem eventos passados como tendo sido mais previsíveis do que realmente foram. As pessoas muitas vezes acreditam que, após a ocorrência de um evento, elas teriam previsto ou talvez até soubessem com um alto grau de certeza qual teria sido o resultado do evento antes que o evento ocorresse. O viés de retrospectiva pode causar distorções de memórias do que era conhecido ou acreditado antes de um evento ocorrer e é uma fonte significativa de excesso de confiança em relação à capacidade de um indivíduo de prever os resultados de eventos futuros. Exemplos de viés de retrospectiva podem ser vistos nos escritos de historiadores que descrevem resultados de batalhas, médicos relembrando ensaios clínicos e em sistemas judiciais, quando os indivíduos atribuem responsabilidade com base na suposta previsibilidade dos acidentes.